# مسجد خيف الحزامي
مسجد خيف الحزامي هو مسجد تاريخي في محافظة بدر بمنطقة المدينة المنورة، غرب المملكة العربية السعودية، ويعود بناؤه إلى منتصف القرن 11هـ.

## الموقع
يقع المسجد في وسط بلدة خيف الحزامي بوادي الصفراء، التابعة لمحافظة بدر بمنطقة المدينة المنورة وفي موضع كان من محطات قوافل الحجاج والتجار سابقًا.

## البناء
أُعيد ترميم المسجد على نمط معمار الطراز التراثي للمدينة المنورة وباستخدام الطين والحجر وأخشاب من البيئة المحلية، اُستخدمت حجارة مقطوعة مختلفة التشكيل والحجم وبنيت بمونة الطين. كُسي المسجد من الخارج بحجر البازلت. كما زادت توسعته من 527.94 م2 إلى 603.35 م2، ومن عدد مصلين 150 إلى 180.

## الترميم
أُختير المسجد من ضمن مساجد المرحلة الثانية من مشروع الأمير محمد بن سلمان لتطوير المساجد التاريخية.